# Já se vrátím

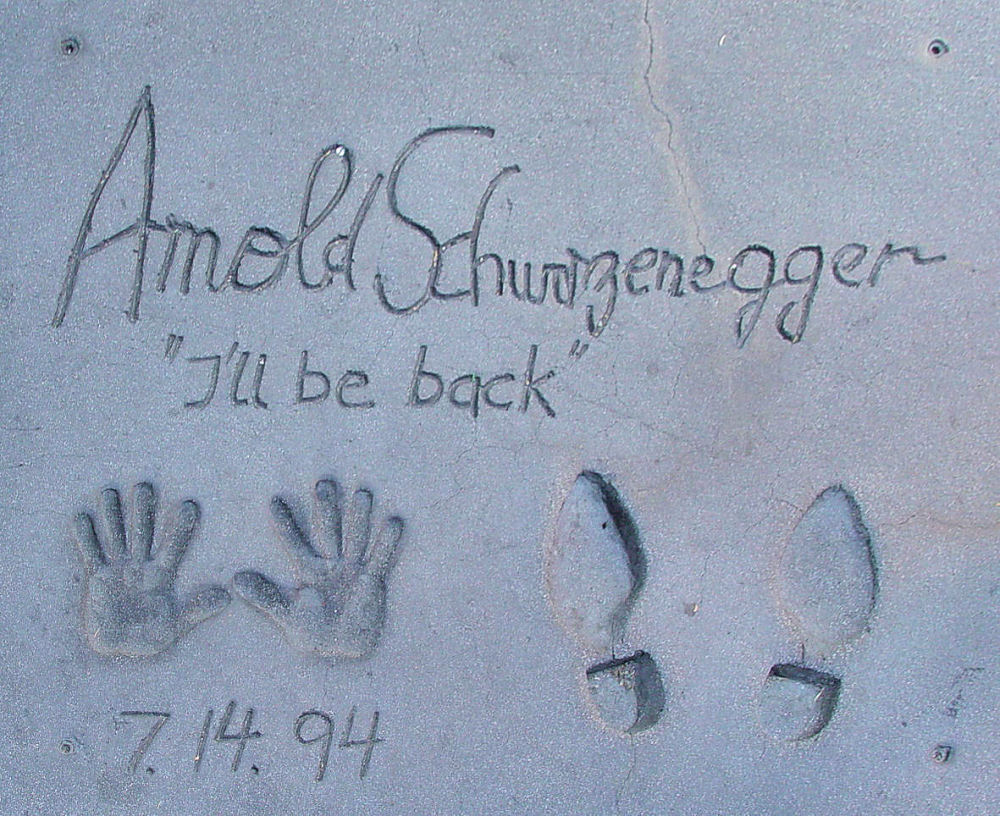
Otisk rukou a nohou Arnolda Schwarzeneggera společně s hláškou „I'll be back“

Já se vrátím (anglicky I'll be back) je filmová replika užívaná převážně Arnoldem Schwarzeneggerem. Poprvé byla použita v roce 1984 ve filmu Terminátor.

## Historie
Poprvé byla hláška použita ve filmu Terminátor ve scéně, kdy je kyborgu (Arnold Schwarzenneger) odepřen vstup na policejní stanici, kde se ukrývala Sára Connorová (Linda Hamilton). Po několika sekundách, kdy terminátor prohlédne místnost, odpoví policistovi, který mu odepřel vstup: „Já se vrátím“. O chvíli později projede terminátor autem vstupními dveřmi i přepážkou, kterou již projít nemohl.
Dne 1. října 2012 řekl Arnold Schwarzenegger při rozhovoru pro Good Morning America, že mu zpočátku dělala problém výslovnost „I'll“ a režiséra Jamese Camerona požádal, zdali by mohl používat „I will be back“. Toto mu režisér zamítl, a tak byla scéna natáčena na několikrát a vybrána ta nejlepší.
Schwarzenegger používal tuto frázi při veřejných projevech jako součást své kariéry guvernéra Kalifornie.

## Použití

### Série o Terminátorech
- Terminátor (1984) – první použití. Scéna při pokusu o proniknutí Terminátora na policejní stanici, kde se ukrývá Sára Connorová (Linda Hamilton).
- Terminátor 2: Den zúčtování (1991) – když Terminátor, Sára (Linda Hamilton) a John (Edward Furlong) sjíždějí výtahem společnosti Cyberdyne do přízemí, pronese Terminátor repliku „Zůstaňte tady, já se vrátím“ (anglicky „Stay here, I'll be back“). Následně projde kolem ozbrojeného policejního komanda a vrátí se s policejní dodávkou.
- Terminátor 3: Vzpoura strojů (2003) – hláška je Schwarzeneggerem použita v úvodním komentáři u DVD. Ve filmu pak věta zazní ve formě „Ona se vrátí“ (anglicky „She'll be back“), když Terminátor (Arnold Schwarzenegger) mluví o T-X (Kristanna Loken). Terminátor pronese hlášku „Jsem zpět“ (anglicky „I'm back“), poté, co se navrátí k věrnosti a oddanosti k hlavním postavám, poté, co byl poškozen T-X.
- Terminator Salvation (2008) – v tomto filmu hlášku pronese John Connor (Christian Bale).
- Terminátor Genisys (2015) – „Já se vrátím“ je použito Terminátorem před skokem z vrtulníku.

### Ostatní filmy
- Komando (1985) – John Matrix (Arnold Schwarzenegger) pronese k hlavnímu padouchovi Bennettovi (Vernon Wells) „Já se vrátím, Bennette“ (anglicky „I'll be back, Bennett“) před nuceným nástupem do letadla směřujícího do Val Verde. Bennett mu na to odpoví „Budu připraven, Johne“ (anglicky „I'll be ready, John“).
- Špinavá dohoda (1986) – hlášku „Budu hned zpátky“ (anglicky „I'll be right back“) použije Mark Kaminski (Arnold Schwarzenegger).
- Běžící muž (1987) – Ben Richards (Arnold Schwarzenegger) pronese k Damonu Killianovi (Richard Dawson) „Killiane, já se vrátím“ (anglicky „Killian, I'll be back“) ještě před tím, než z něj Killian udělal běžícího muže. Killian mu na to odpověděl „Jen na záznamu“ (anglicky „Only in a rerun“).
- Dvojčata (1988) – Julius Benedict (Arnold Schwarzenegger) pronese k lékaři, který vedl experiment, při kterém jej matka počala „Jestli mi lžete, já se vrátím“ (anglicky „If you're lying to me, I'll be back“).
- Policajt ze školky (1990) – poté, co se John Kimble (Arnold Schwarzenegger) vrátí z nemocnice do své mateřské školky, pronese „Jsem zpátky“ (anglicky „I'm back“).
- Poslední akční hrdina (1993) – poprvé je hláška použita v dialogu mezi Jackem Slaterem (Arnold Schwarzenegger), filmovou postavou ve filmu, a Dannym Madiganem (Austin O'Brien). Jack řekne Dennymu „Já se vrátím. Ha! To jsi nečekal, že řeknu, že ne?“, načež Danny, který zná filmové hlášky Arnolda Schwarzeneggera, řekne: „Říkáš to vždycky“ „Vážně?“ „Všichni se na to vždycky těší, patří to k tobě“ (anglicky „I'll be back.... Ha! You didn't know I was going to say that, did you“ „That's what you always say“ „I do?“ „Everybody waits for you to say it. It is like your calling card“). Podruhé byla hláška použita při rozhovoru Dannyho a Jacka. Jack je rozrušen podobou Dannyho a svého mrtvého syna a jede se projet, proto začne „Já…“, Danny jej však přeruší „Já se vrátím, já vím, já vím“ (anglicky „I'll be back. I know. I know.“). Ve třetím případě hlášku použije Rozparovač (Tom Noonan), kdy jím prochází elektrický proud a prohrává souboj s Jackem. Jack na to odpoví „To určitě“ (anglicky „The hell you will“).
- Junior (1994) – Alex Hesse (Arnold Schwarzenegger) pronese Larrymu Arbogastovi (Danny DeVito) „Je hezké být zpátky“ (anglicky „It's nice to be back…“).
- Likvidátor (1996) – ve filmu se objeví hláška „Hned jsem venku“ (anglicky „I'll be right out“).
- Rolničky, kam se podíváš (1996) – Howard Langston (Arnold Schwarzenegger) říká své manželce Liz (Rita Wilson) „Vrátím se později s panenkou“ (anglicky „I'll be back with the doll later“).
- 6. den (2000) – Adam Gibson (Arnold Schwarzenegger), který je v obchodě na klonování zvířat RePet uvidí obchod Sim-Pals s panenkami. Prodejci řekne „Možná se vrátím“, který odpoví „Vrátíte se“. (anglicky „I might be back“ „Oh, you'll be back“).
- Expendables: Postradatelní 2 (2012) – Trent Mauser (Arnold Schwarzenegger), který vysvobodí ostatní žoldáky ze zavaleného dolu, oznámí svůj příchod hláškou „Jsem zpátky“ (anglicky „I'm back“). V závěrečné přestřelce povídá Trent Mauser panu Churchovi (Bruce Willis) „Už budu prázdnej, ale vrátím se“, načež se mu dostalo odpovědi „Vracel ses už dostkrát, jsem na řadě“. Mauser dodá „Jupikajej“, což odkazuje na postavu Johna McClana v sérii filmů Smrtonosná past (anglicky „I'll be back“ „You've been back enough. I'll be back“ „Yippee-ki-yay“).
- Země bez zákona – James Forrest Bondurant (1h:38m)
- Apollo 13 - Tom Hanks při pohledu na měsíc zmiňuje, že na místo Apolla 8 "Já se vrátím" .